# Kaohsiung (stacja kolejowa)
Kaohsiung (chiń. 高雄車站; pinyin Gāoxióng Chēzhàn) – stacja kolejowa w Kaohsiung, w dzielnicy Sanmin, na Tajwanie. Jest obsługiwana przez linie Kolei Tajwańskich: Linia Zachodnia, Linia Pingdong, Linia Kaohsiung Harbor oraz linię czerwoną metra w Kaohsiung. Istnieje plan rozszerzenia kolei wysokich prędkości z dworca Xinzuoying do tej stacji. Linia będzie poprowadzona pod ziemią.